# Ljubov Čarkašinová
Ljubov Čarkašinová (* 23. listopadu 1987, Brest, Bělorusko) je běloruská moderní gymnastka. Bronzová z olympijských her 2012 v Londýně. Ljubov objevila v roce 1991 běloruská trenérka Irina Leparskaja. Až do roku 2005 soutěžila za tým. Od roku 2006 se věnuje sólové kariéře. V kvalifikaci na OH v Londýně skončila šestá. Díky velké chybě Aliji Garajevové ale skončila ve finále třetí.